# Arturo Sosa
Arturo Marcelino Sosa Abascal SJ (Caracas, 12. studenog 1948.) je venezuelanski katolički svećenik koji služi kao 31. generalni poglavar Družbe Isusove.
Dana 14. listopada 2016., tijekom trideset šeste Generalne kongregacije Družbe Isusove, skupština je izabrala Sosu za trideset prvog generalnog poglavara Reda koji će naslijediti Adolfa Nicolása. Postao je prvi Latinoamerikanac koji je stavljen na čelo isusovaca.